# Libertador General San Martín (Jujuy)
Libertador General San Martín é uma cidade da Argentina, localizada na província de Jujuy